# Ľubomír Plevka
Ľubomír Plevka (* 19. ledna 1970, Bojnice) je bývalý slovenský fotbalový záložník.

## Fotbalová kariéra
Hrál za SKP Union Cheb, DAC Dunajská Streda, Young Boys Bern, Inter Bratislava, FK Prievidza, FC Thun a FC Solothurn.

## Ligová bilance
| Ročník                                   | Zápasy | Góly | Klub                |
| ---------------------------------------- | ------ | ---- | ------------------- |
| 1. československá fotbalová liga 1989/90 | 2      | 0    | RH Cheb             |
| 1. československá fotbalová liga 1990/91 | 14     | 2    | SKP Union Cheb      |
| 1. československá fotbalová liga 1990/91 | 10     | 2    | DAC Dunajská Streda |
| 1. švýcarská liga 1990/91                | -      | -    | Young Boys Bern     |
| Corgoň liga 1993/94                      | 24     | 6    | FK Prievidza        |
| Corgoň liga 1994/95                      | 8      | 2    | Inter Bratislava    |
| Corgoň liga 1994/95                      | 12     | 5    | FK Prievidza        |
| Corgoň liga 1995/96                      | 17     | 5    | FK Prievidza        |
| 1. švýcarská liga 1995/96                | 8      | 0    | Young Boys Bern     |
| Corgoň liga 1996/97                      | 21     | 6    | FK Prievidza        |
| 1. švýcarská liga 1997/98                | 29     | 3    | FC Thun             |
| 1. švýcarská liga 1998/99                | 31     | 7    | FC Thun             |
| 1. švýcarská liga 1999/00                | 27     | 1    | FC Thun             |
| 1. švýcarská liga 2000/01                | 9      | 0    | FC Solothurn        |
| CELKEM                                   | 123    | 5    |                     |